# Somabrachys zion
Somabrachys zion is een vlinder uit de familie van de Somabrachyidae. De wetenschappelijke naam van de soort is voor het eerst geldig gepubliceerd in 1922 door Hopp.